# Ел Зафир
Ел Зафир би-Динилах (фебруар 1133 - март 1154) био је дванаести фатимидски калиф. Владао је од 1149. године до своје смрти.
У другој половини 12. века стварну власт у Египту преузимају везири. Такво стање остаће све до пада калифата под Зенгиде 1169. године. Везири су постављали малолетне калифе како би лакше могли владати државом. Један од таквих калифа био је и ел Зафир. на престо је постављен када је имао 16 година од стране везира Ибн ел Салара. Салар је убијен 1153. године од стране везира Наси ибн Абас. Абас потом убија и калифа постављајући на престо његовог сина ел Фаиза.